# Struhy (Čachovice)
Struhy jsou vesnice v okrese Mladá Boleslav, část obce Čachovice. Nachází se 1,6 kilometru severně od Čachovic. Vesnicí protéká Vlkava a její pravostranný přítok Stružský potok, který napájí Polní rybník na severním okraji vesnice.

## Historie
První písemná zmínka o vesnici pochází z roku 1352 v souvislosti s farním kostelem svatého Petra a Pavla. Ve vsi stávala středověká tvrz, pravděpodobně v místech dnešního hospodářského dvora v centru vesnice.
Roku 1612 zakoupil Struhy s poplužním dvorem majitel vlkavského panství Adam Linhart z Najenperka. Protože jeho dědicové byli nekatolíci, byl jim majetek v roce 1631 zkonfiskován a přenechán Adamovi z Valdštejna. Za třicetileté války byly Struhy poničeny a kostel vypálen. Na konci 17. století vesnice byla součástí loučeňského panství Valdštejnů, kteří v ní vlastnili poplužní dvůr, samostatný hospodářský dvůr Karlov severně od vesnice, velký ovčín a mlýn na řece Vlkavě. V něm byl na začátku 18. století mlynářem Jiří Brixi, starší bratr hudebního skladatele Šimona Brixi.

### Protektorát Čechy a Morava
Hned na začátku německé okupace přistoupilo německé velení k rozšíření vojenského výcvikového prostoru Milovice – Mladá o území obcí na dosavadních hranicích vojenského prostoru. Mezi postiženými vesnicemi byly i Struhy. Od 6. prosince 1939 probíhal ve vsi soupis majetku obyvatel a občanům zahrnutým do vysídlení byl k úplnému opuštění domovů stanoven termín půlnoc 31. října 1940. Rozlehlá rovina na sever od Struh směrem k bývalému dvoru Karlov byla využita pro výcvik Rommelovy armády před jejím nasazením v Africe. Po skončení okupace odmítli vysídlení obyvatelé nabídku vlády ČSR na přestěhování do pohraničních obcí a trvali na svém návratu do opuštěných domovů.

### 21. století
Zemědělství zůstává stále důležitým prvkem v životě vesnice. Ve Struhách je umístěna farma živočišné výroby Zemědělského družstva Luštěnice. V jižní části vsi byla v roce 2009 vybudována fotovoltaická elektrárna společnosti AG-SOL o výkonu 0,615 MW.

## Obecní správa
V letech 1850–1879 k obci patřily Čachovice.

## Doprava
Do vesnice je příjezd po silnici III. třídy č. 3325 Čachovice–Struhy. Ostatní komunikace do sousedních vesnic (Lipník, Újezdec, Bor) nejsou ve správě Krajské správy a údržby silnic Středočeského kraje. Vesnicí vedou dvě cyklotrasy. Ze západu cyklotrasa 8417 Lipník–Dobrovice, ze severu cyklotrasa 0038 Dražice–Čachovice, která pokračuje cyklostezkou Taxis.

## Spolky
Ve vsi je aktivní fotbalový oddíl TJ Sokol Struhy. Místní Rybářský spolek Struhy pečuje o chov ryb v Polním rybníku a reguluje rybolov na rybníku. V budově Mateřské školy Struhy je Hernička poskytující dětem prostor pro vzájemné setkávání a využití volného času.

## Pamětihodnosti
- Kostel svatého. Petra a Pavla, raně barokní stavba z konce 17. století s vnitřním vybavením z druhé poloviny 18. století.[5] Kostel je jednolodní stavba s věží na půdorysu čtverce. Stojí na návrší uprostřed vesnice na jižní straně rozlehlé návsi.
- Jednopatrová budova s barokními klenbami v bývalém panském dvoře na místě zaniklé tvrze.
- Zbytky mlýnského náhonu a bývalý mlýn, (dnes zcela přestavěný), na odbočce cesty do Boru.
- Secesní hřbitovní brána

## Galerie

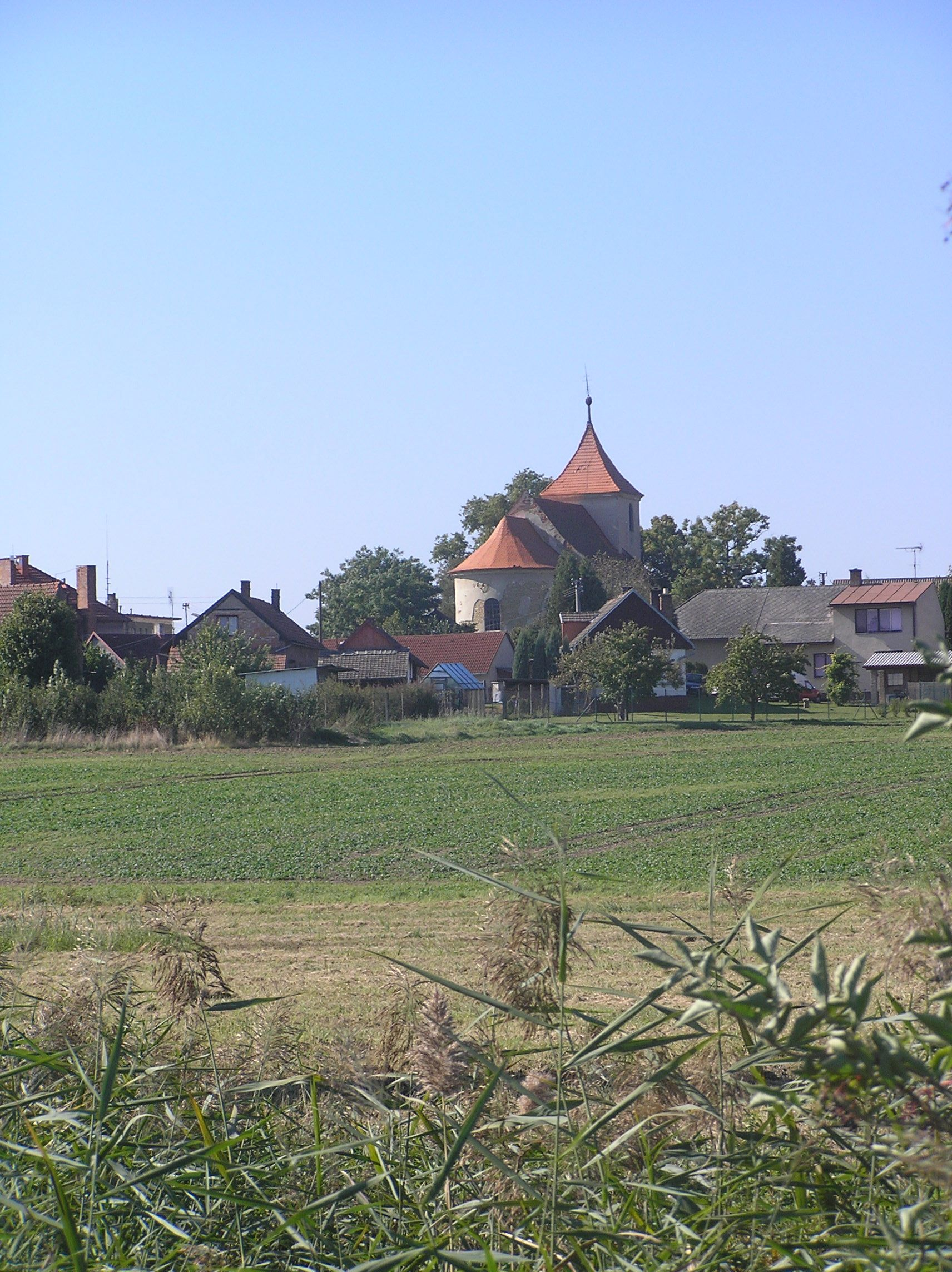
Kostel sv. Petra a Pavla
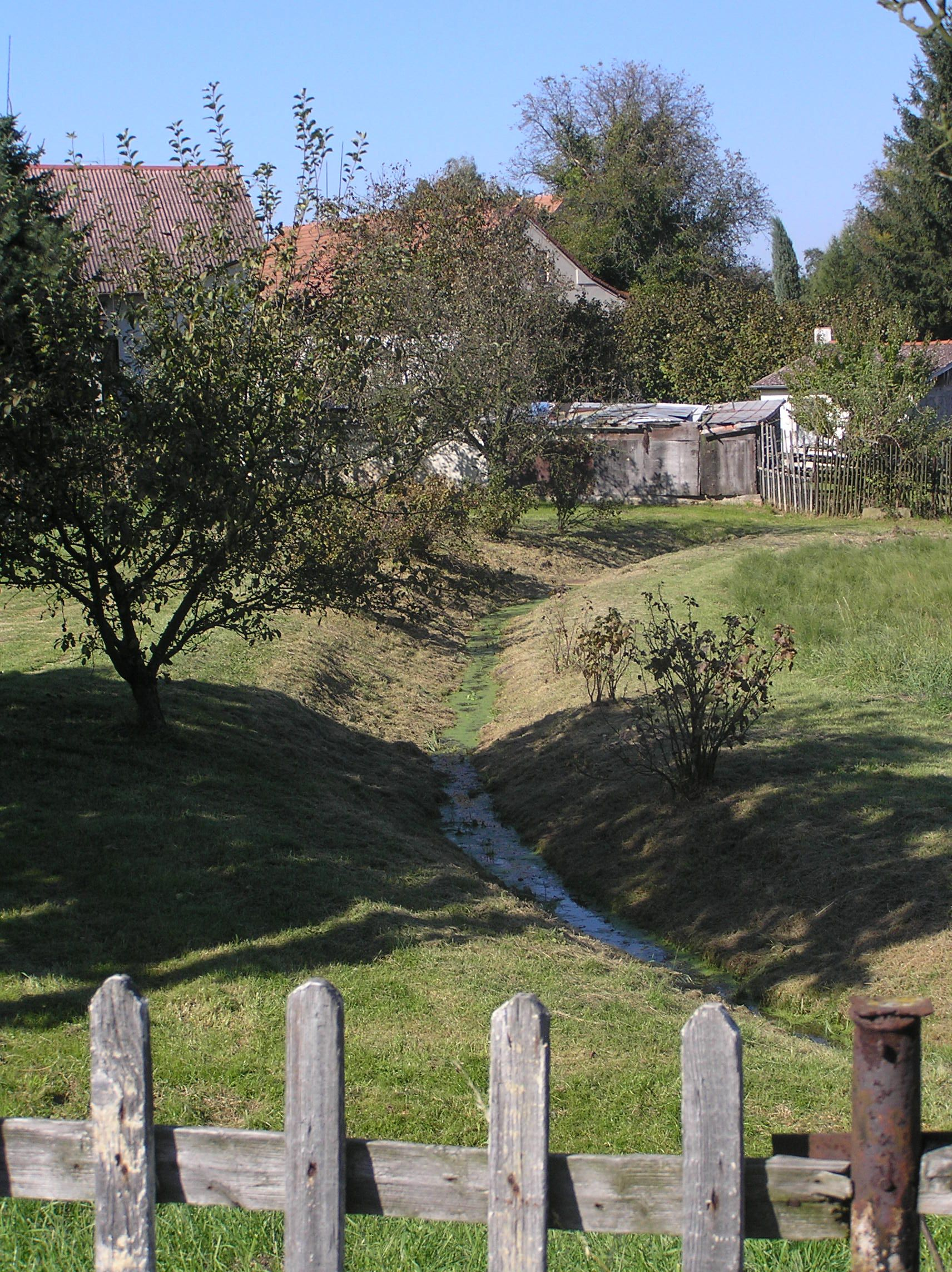
Zbytky zaniklého mlýnského náhonu
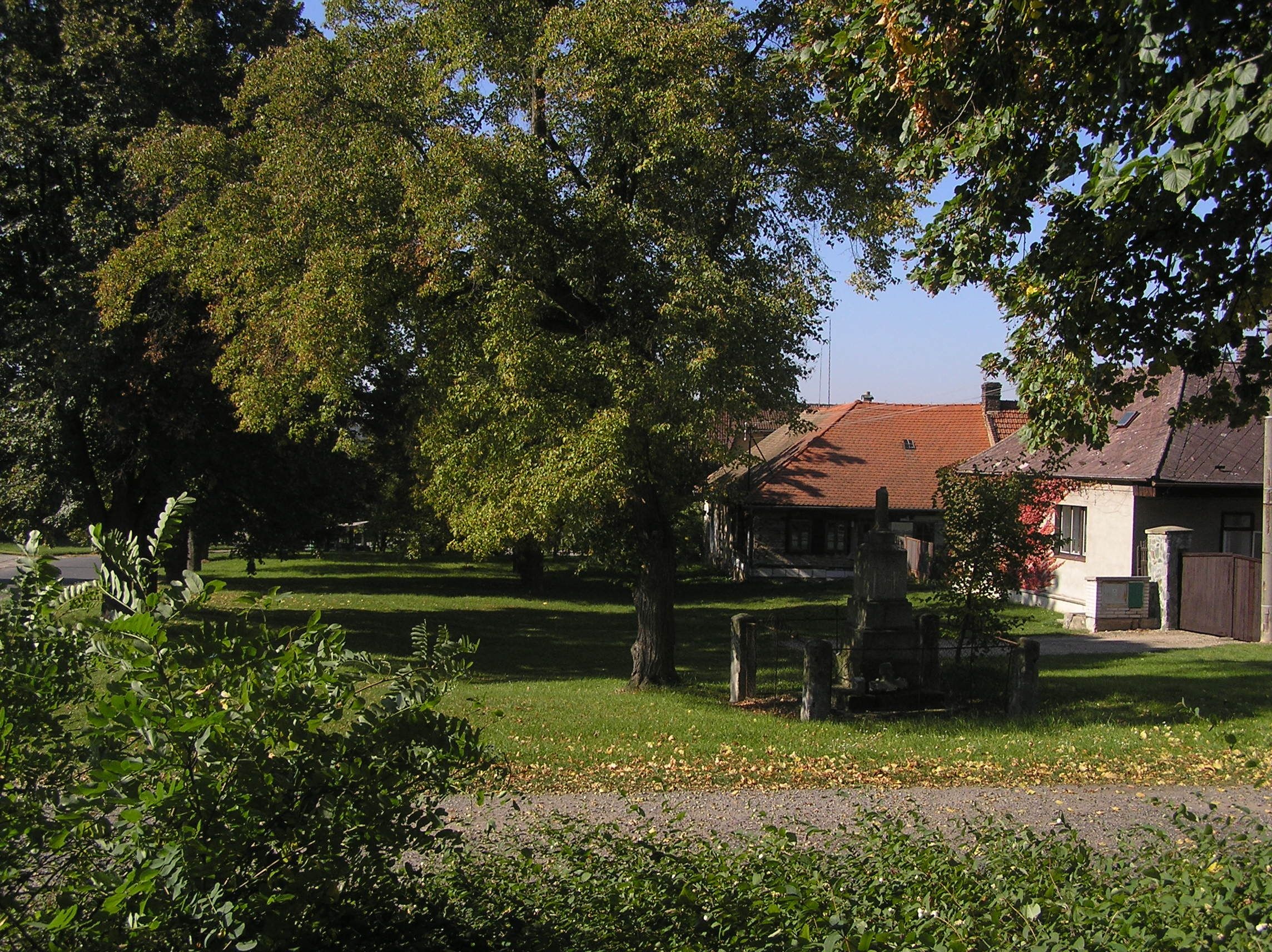
Pohled na náves
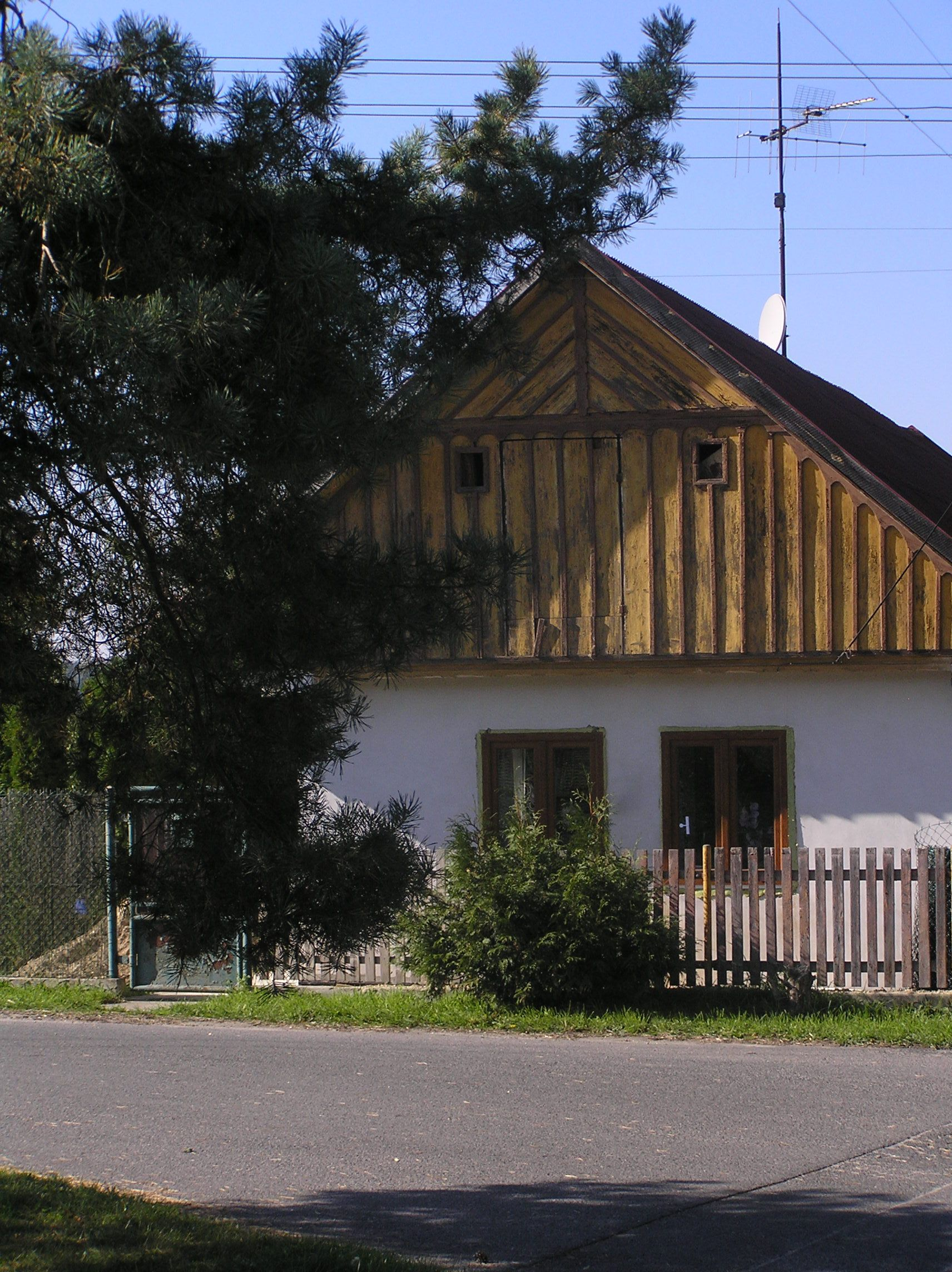
Chalupa na návsi
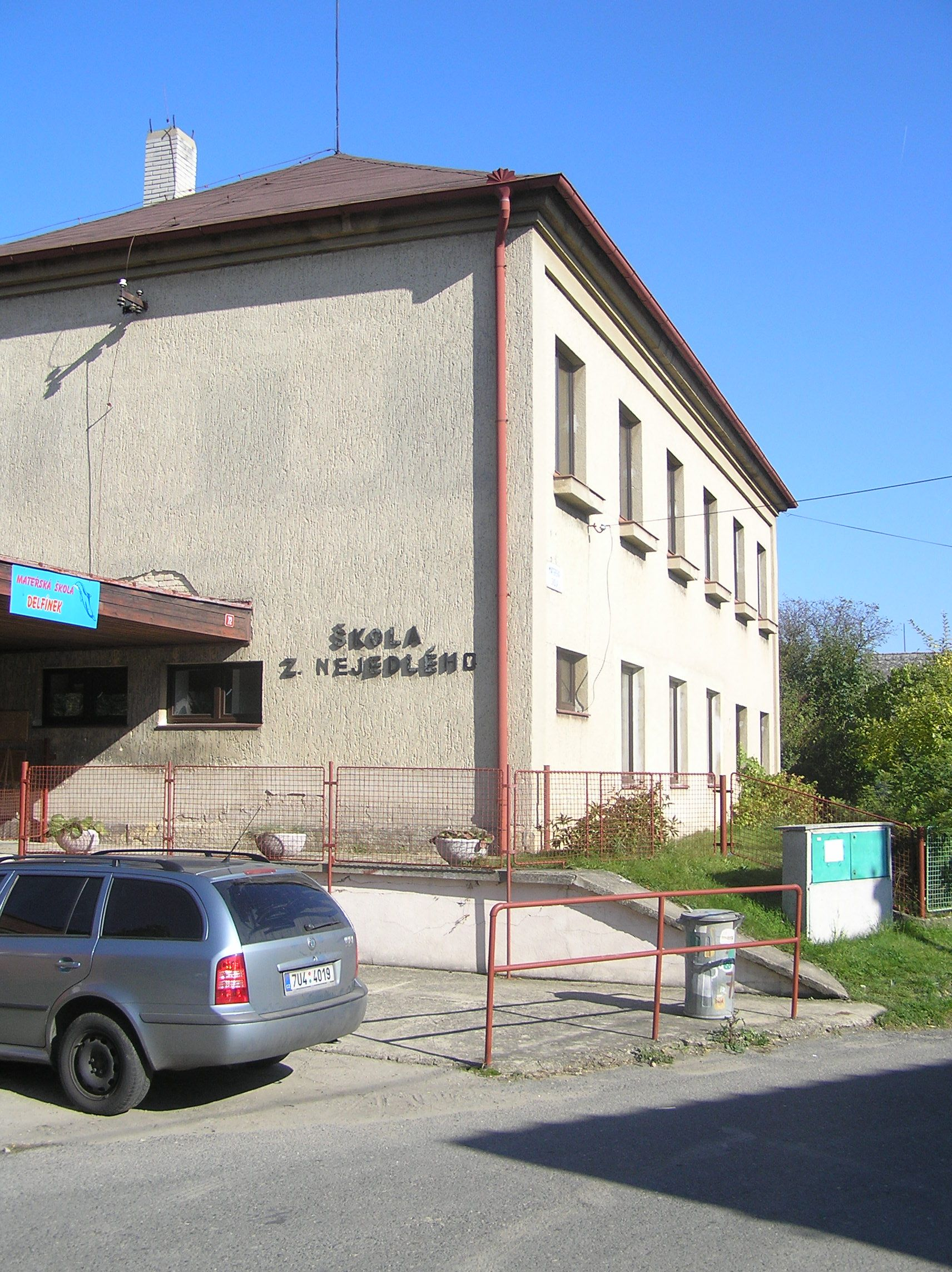
Mateřská škola
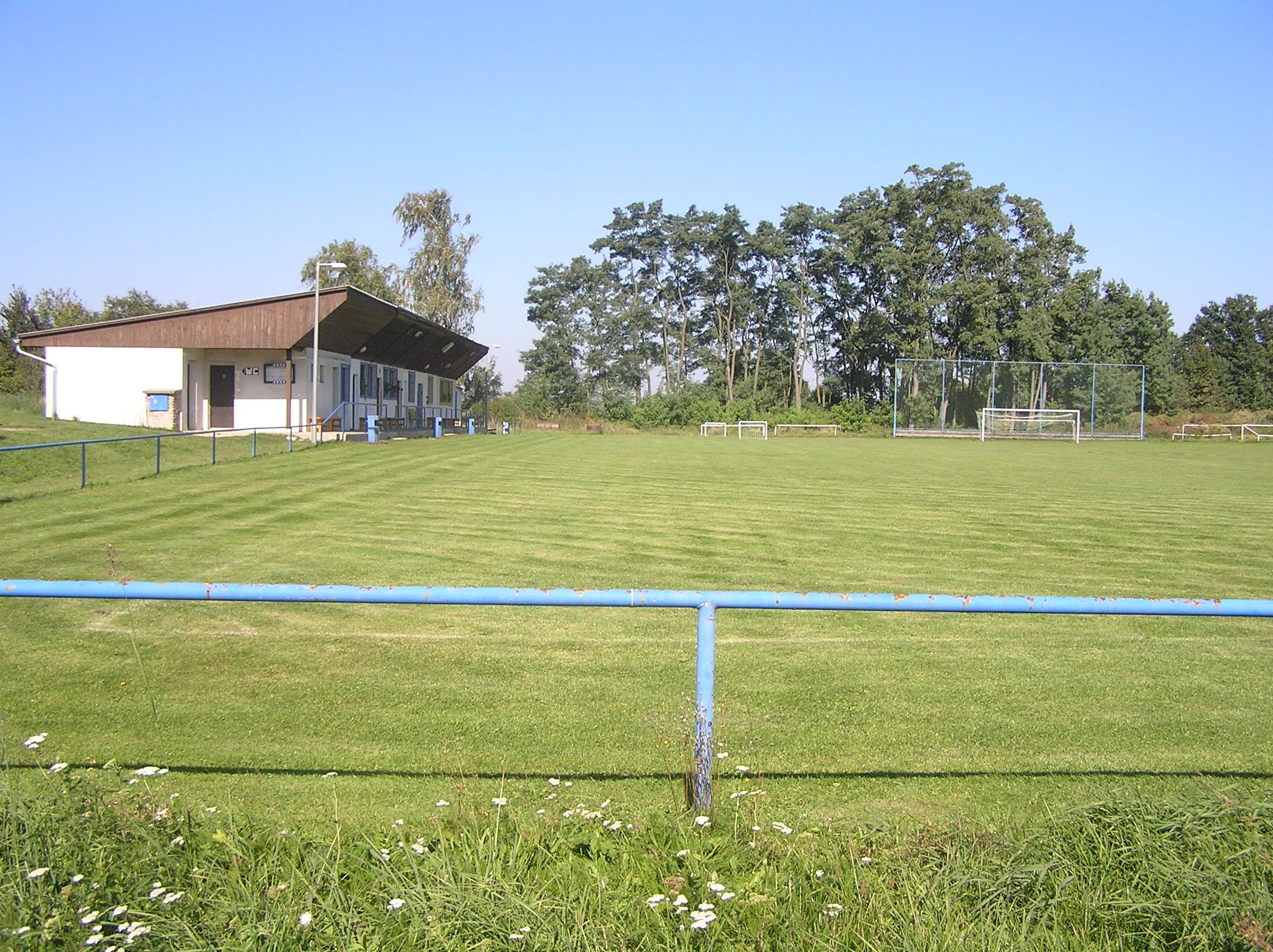
Fotbalové hřiště
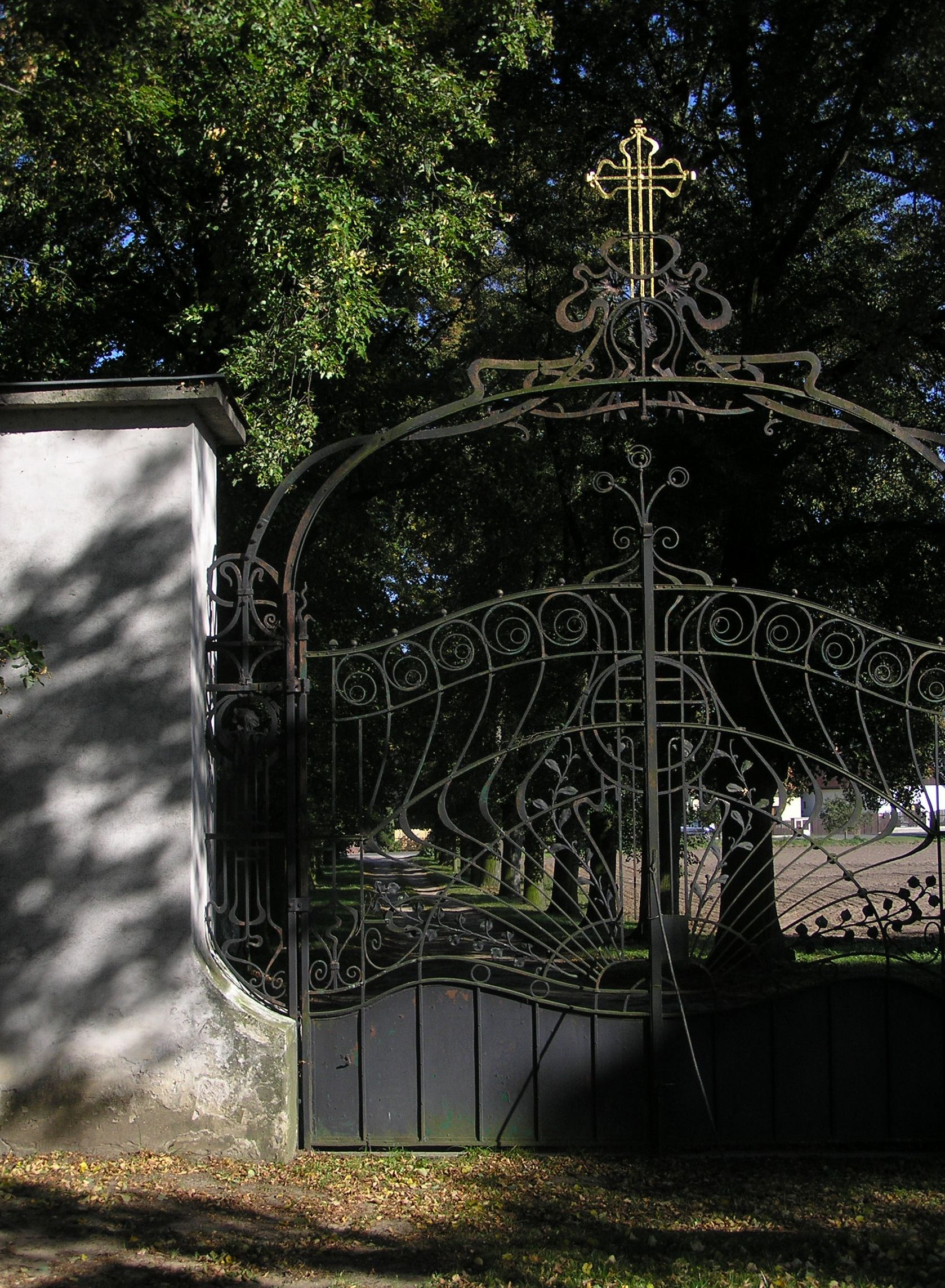
Secesní hřbitovní brána